# Matteo Stefanini
Pour les articles homonymes, voir Stefanini.
Matteo Stefanini est un rameur italien né le 29 avril 1984 à Pise.

## Palmarès

### Championnats du monde
- Championnats du monde d'aviron 2010 à Karapiro
  -  Médaille d'argent en quatre de couple

### Championnats d'Europe
- Championnats d'Europe d'aviron 2013 à Séville
  -  Médaille de bronze en quatre de couple